# Christian Heinrich Nebbien
Christian Heinrich Nebbien (* 22. September 1778 in Lübeck; † 2. Dezember 1841 in Glogau) war ein deutscher Garten- und Landschaftsarchitekt sowie Agrarreformer.

## Leben
Nebbien war ein Autodidakt, der sich den Gartenbau und die Landwirtschaft selbst vermittelte. Praktische Erfahrung erwarb er auf Gutsbetrieben in Holstein und Mecklenburg. Bildungsreisen führten ihn durch Deutschland, nach Russland, England, die Niederlande und Oberitalien. Die von ihm gestalteten Parkanlagen befinden sich heute in Ungarn, der Slowakei und Rumänien. Hauptwerk ist sicherlich der Stadtpark von Budapest, einer der frühen Stadtparks überhaupt, der ihn zu einem frühen Vertreter der Idee dieses Typus von Park werden ließ.
Als Agrarplaner und Gestalter von Gutsbetrieben wirkte er im heutigen Polen und in Bayern.

## Werke
Parks und Anlagen

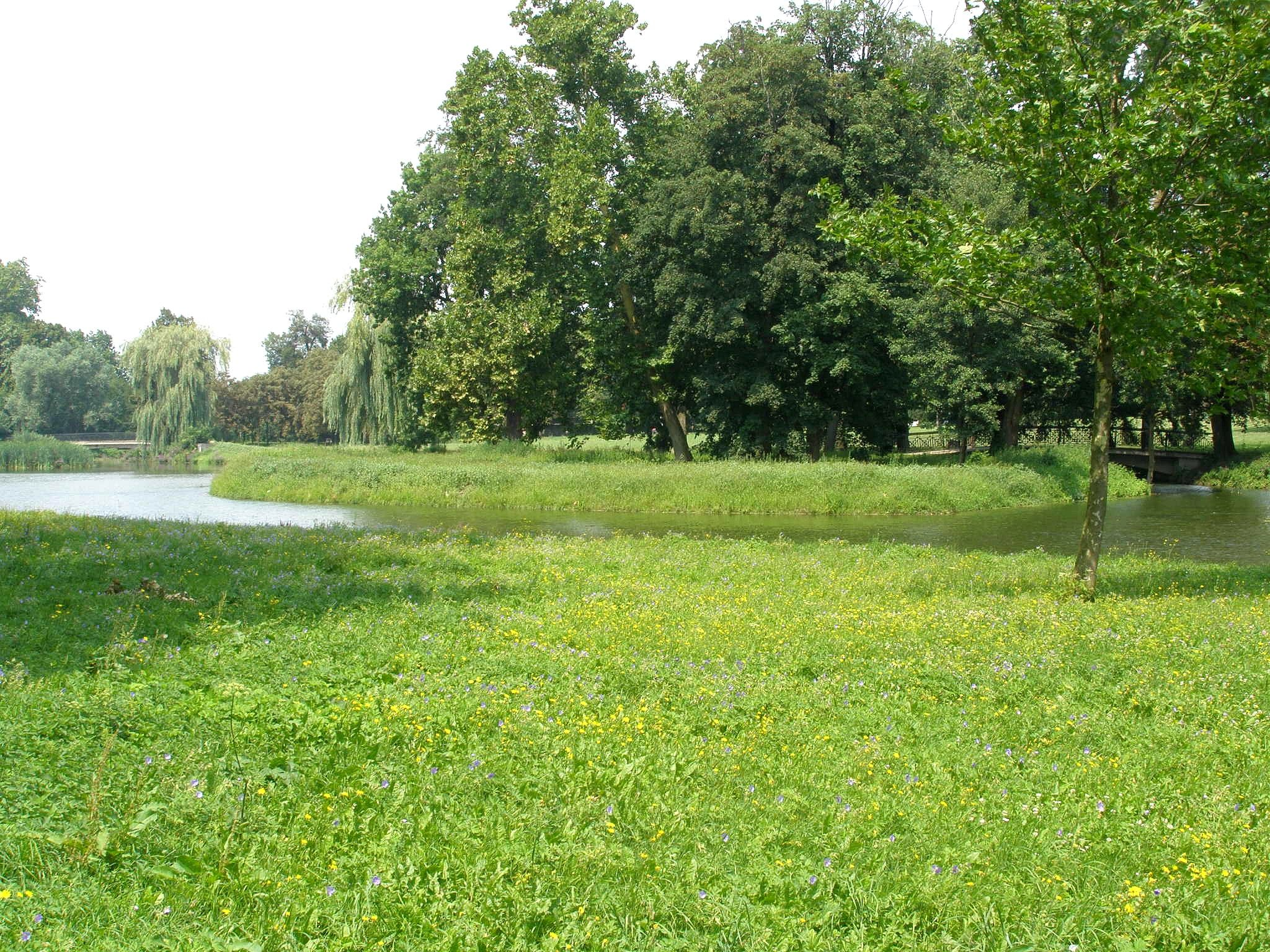
Park in Dolná Krupá (2009)

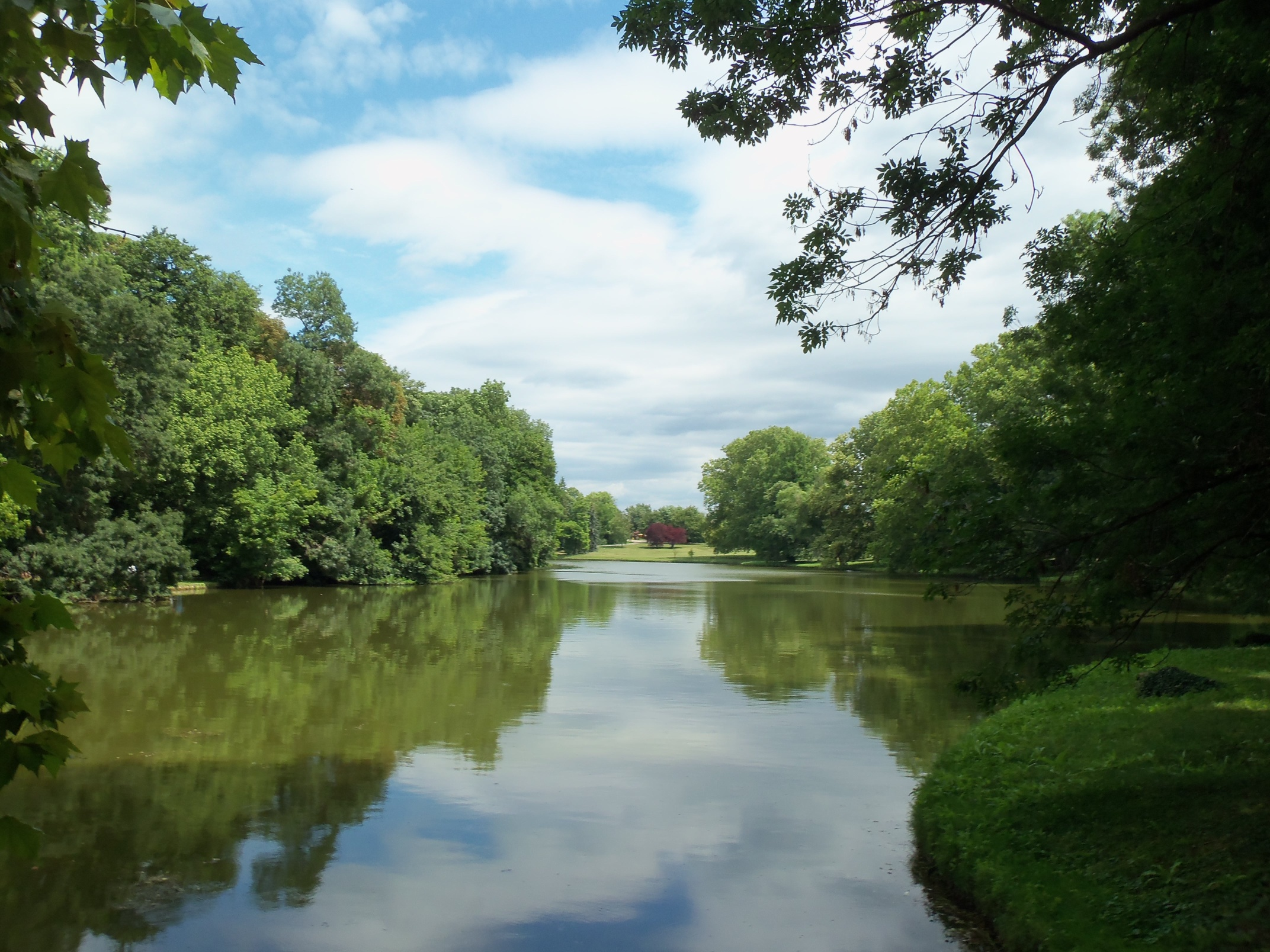
Park in Martonvásár (2012)

- Park von Schloss Betliar, Slowakei
- Gut und Schlosspark in Dolná Krupá (1812–1818) für Graf Joseph von Brunsvik,[1] Slowakei
- Park von Schloss Săvârșin, Soborsin, heute Săvârșin im Kreis Arad, Rumänien
- Városliget, Stadtpark (und auch einzelne Gebäude) im XIV. Bezirk von Budapest ab 1817
- Guts- und Schlosspark von Schloss Martonvásár in Martonvásár, Komitat Fejér (Ungarn), für die Grafen von Brunswik bis 1821 (heute  noch erhalten)

Schriften
- Ungarns Folksgarten der Koeniglichen Frey-Stadt Pesth. 1816.
- Geist der Landschaftbildnerei als Programm des größern Werkes: Mit 5 Steindrücken und 2 Tabellen. Weimar 1821 urn:nbn:de:bvb:12-bsb10688086-1.
- Die Einrichtungskunst der Landgüter auf fortwährendes Steigen der Bodenrente: aus einer zwanzigjährigen Praxis, an mehr als achtzig Gütern, in den verschiedensten Ländern und Klimaten Teutschlands, hiermit zu Grundriß und System gebracht : mit sechs erklärenden Einrichtungskarten, drei System- und neun Uebergangstabellen, verschiedener Landgüter. 3 Bände, Calve, Prag 1831.
  - Band 1: Grundsätze des Ganzen. urn:nbn:de:bvb:12-bsb10300655-7.
  - Band 2: Praktische Darstellung des Systems. urn:nbn:de:bvb:12-bsb10300656-3.
  - Band 3: Erklärende Beispiele urn:nbn:de:bvb:12-bsb10300657-8.
- Der schuldenfreie Staat: oder landwirthschaftliche Ansichten und Erfahrungen in Hinsicht auf allgemeine Schuldentilgung, sowohl der Landgüter, als der Staaten. Reimer, Berlin 1834 (books.google.com).
- Das Aufhelfungs-, Futter- und Weidebuch für kleinere und größere Landwirthe, welche ihre Güter selbst bewirthschaften; insbesondere für selbstwirthschaftende Gutsbesitzer, Pächter, Wirthschaftsbeamte, Pfarrherren, Landschullehrer und den Bauersmann. Mit mehr als 150 Abbildungen der brauchbarsten Gräser und Kräuter für die verbesserte Gründüngung so wie für den Futter und Weidebau. Nebst einem Anhang zur leichten und schnellen Vergleichung und Vereinigung der europäischen Maaße und Gewichte in 5 Tabellen. Müller, Leipzig 1835.
- Praktisch-naturgemäße Bodenverbesserungskunde für Land- und Gartenbau. 1840.
- Wie ist der grösste und reinste Zuckergehalt in der Runkelrübe landwirthschaftlich zu erzeugen? und zugleich auch ihr grösserer Reinertrag? 2. Auflage. Wigand, Leipzig 1847 urn:nbn:de:bvb:12-bsb10305312-0.